# Wappen Andorras

Flagge Andorras

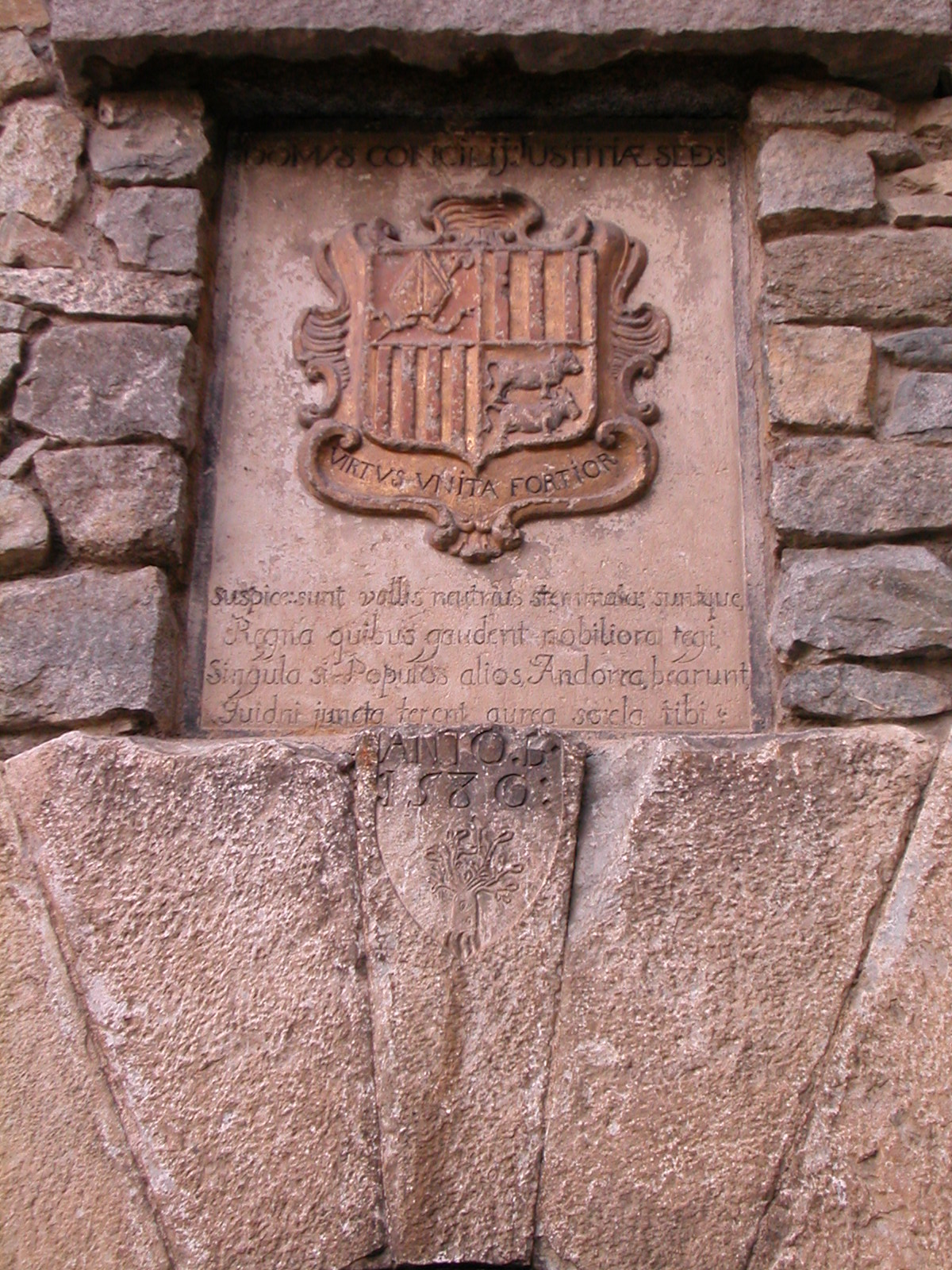
Eine alte Version des Wappens am Parlamentsgebäude

Das Staatswappen Andorras wurde im Jahr 1969 angenommen und 1996 bestätigt. Zuvor gab es verschiedene Versionen, die dem heutigen heraldisch ähnelten. Das Wappen findet sich auch in der Flagge Andorras.

## Geschichte
Im 19. Jahrhundert besaß Andorra ein Wappen mit drei Feldern, das im oberen Feld die Mitra und den Krummstab des Bischofs von Urgell darstellte und im unteren Teil wurde das Wappen nochmals geteilt. Im rechten Feld waren die Kühe der Grafen von Béarn und im linken Feld die drei roten Pfähle der Grafen von Foix abgebildet. 1931 wurde das Wappen in eine französische Version mit vier Feldern geändert, das bis 1949 verwendet wurde. Von 1949 bis 1996 gab es eine spanische Version, die im Feld der Mitra und des Krummstabes mit blauer Farbe hinterlegt war.

## Beschreibung
Der verzierte Wappenschild ist geviert.
1. Das Feld oben links zeigt in Gold und Silber eine Mitra und einen dahintergelegten goldenen Bischofsstab für den Bischof von Urgell.
2. Das Feld oben rechts zeigt in Gold drei rote Pfähle für den Grafen von Foix.
3. Das Feld unten links zeigt in Gold vier aus dem katalanischen Wappen entnommene, rote Pfähle.
4. Das letzte der vier Felder zeigt in Gold zwei rote, blau gehörnte und behufte Kühe übereinander  aus dem Wappen von Béarn.

Unter dem Wappenschild steht in schwarzen Latein-Majuskeln  Andorras Nationalmotto:
VIRTUS UNITA FORTIOR.
(Vereint ist die Tugend stärker)

Die Bestandteile des Wappens
Wappen von Foix
Wappen Kataloniens
Wappen von Béarn